# Haigneville
Haigneville est une commune française située dans le département de Meurthe-et-Moselle en région Grand Est. Elle compte 62 habitants.
Ses habitants sont appelés les Haignevillois, Haignevilloises.

## Géographie
La départementale 9 qui relie Bayon à Lunéville passe au nord du village. Elle est accessible par une route communale, ce qui place le village à 19km de Lunéville, chef-lieu d'arrondissement. La commune est aussi desservie par la D9B qui la place à 3km de Bayon. La D9A qui relie Brémoncourt à Froville constitue la limite sud-est du territoire.
L'Euron est la limite sud de la commune.
| Lorey | Domptail-en-l'Air |             |
| Bayon | Haigneville       | Brémoncourt |
|       |                   | Froville    |

### Hydrographie
La commune est dans le bassin versant du Rhin au sein du bassin Rhin-Meuse. Elle est drainée par le ruisseau de Haigneville et l'Euron,.

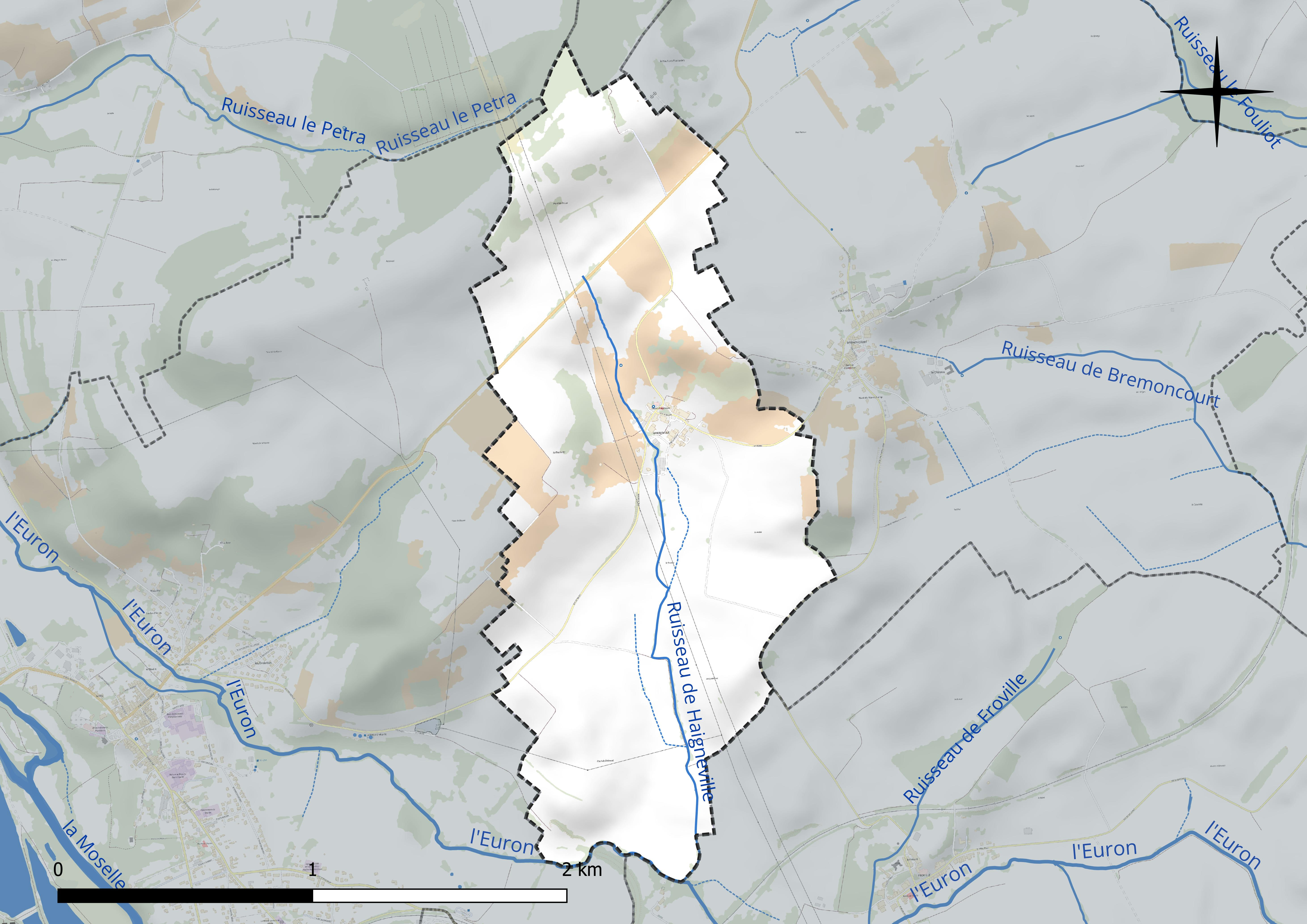
Réseau hydrographique d'Haigneville.

### Climat
Pour des articles plus généraux, voir Climat du Grand Est et Climat de Meurthe-et-Moselle.
En 2010, le climat de la commune est de type climat des marges montargnardes, selon une étude du Centre national de la recherche scientifique s'appuyant sur une série de données couvrant la période 1971-2000. En 2020, Météo-France publie une typologie des climats de la France métropolitaine dans laquelle la commune est exposée à un climat semi-continental et est dans la région climatique  Lorraine, plateau de Langres, Morvan, caractérisée par un hiver rude (1,5 °C), des vents modérés et des brouillards fréquents en automne et hiver. 
Pour la période 1971-2000, la température annuelle moyenne est de 9,5 °C, avec une amplitude thermique annuelle de 17,1 °C. Le cumul annuel moyen de précipitations est de 928 mm, avec 13,1 jours de précipitations en janvier et 10,2 jours en juillet. Pour la période 1991-2020, la température moyenne annuelle observée sur la station météorologique de Météo-France la plus proche, « Roville », sur la commune de Roville-aux-Chênes à 22 km à vol d'oiseau, est de 10,3 °C et le cumul annuel moyen de précipitations est de 833,3 mm. 
La température maximale relevée sur cette station est de 40 °C, atteinte le 25 juillet 2019 ; la température minimale est de −24,5 °C, atteinte le 2 janvier 1971,,. 
Les paramètres climatiques de la commune ont été estimés pour le milieu du siècle (2041-2070) selon différents scénarios d'émission de gaz à effet de serre à partir des nouvelles projections climatiques de référence DRIAS-2020. Ils sont consultables sur un site dédié publié par Météo-France en novembre 2022.

## Urbanisme

### Typologie
Au 1er janvier 2024, Haigneville est catégorisée commune rurale à habitat dispersé, selon la nouvelle grille communale de densité à sept niveaux définie par l'Insee en 2022.
Elle est située hors unité urbaine. Par ailleurs la commune fait partie de l'aire d'attraction de Nancy, dont elle est une commune de la couronne,. Cette aire, qui regroupe 353 communes, est catégorisée dans les aires de 200 000 à moins de 700 000 habitants,.

### Occupation des sols
L'occupation des sols de la commune, telle qu'elle ressort de la base de données européenne d’occupation biophysique des sols Corine Land Cover (CLC), est marquée par l'importance des territoires agricoles (99,4 % en 2018), une proportion identique à celle de 1990 (99,4 %). La répartition détaillée en 2018 est la suivante : prairies (51,7 %), terres arables (33,3 %), cultures permanentes (14,4 %), forêts (0,6 %). L'évolution de l’occupation des sols de la commune et de ses infrastructures peut être observée sur les différentes représentations cartographiques du territoire : la carte de Cassini (XVIIIe siècle), la carte d'état-major (1820-1866) et les cartes ou photos aériennes de l'IGN pour la période actuelle (1950 à aujourd'hui).

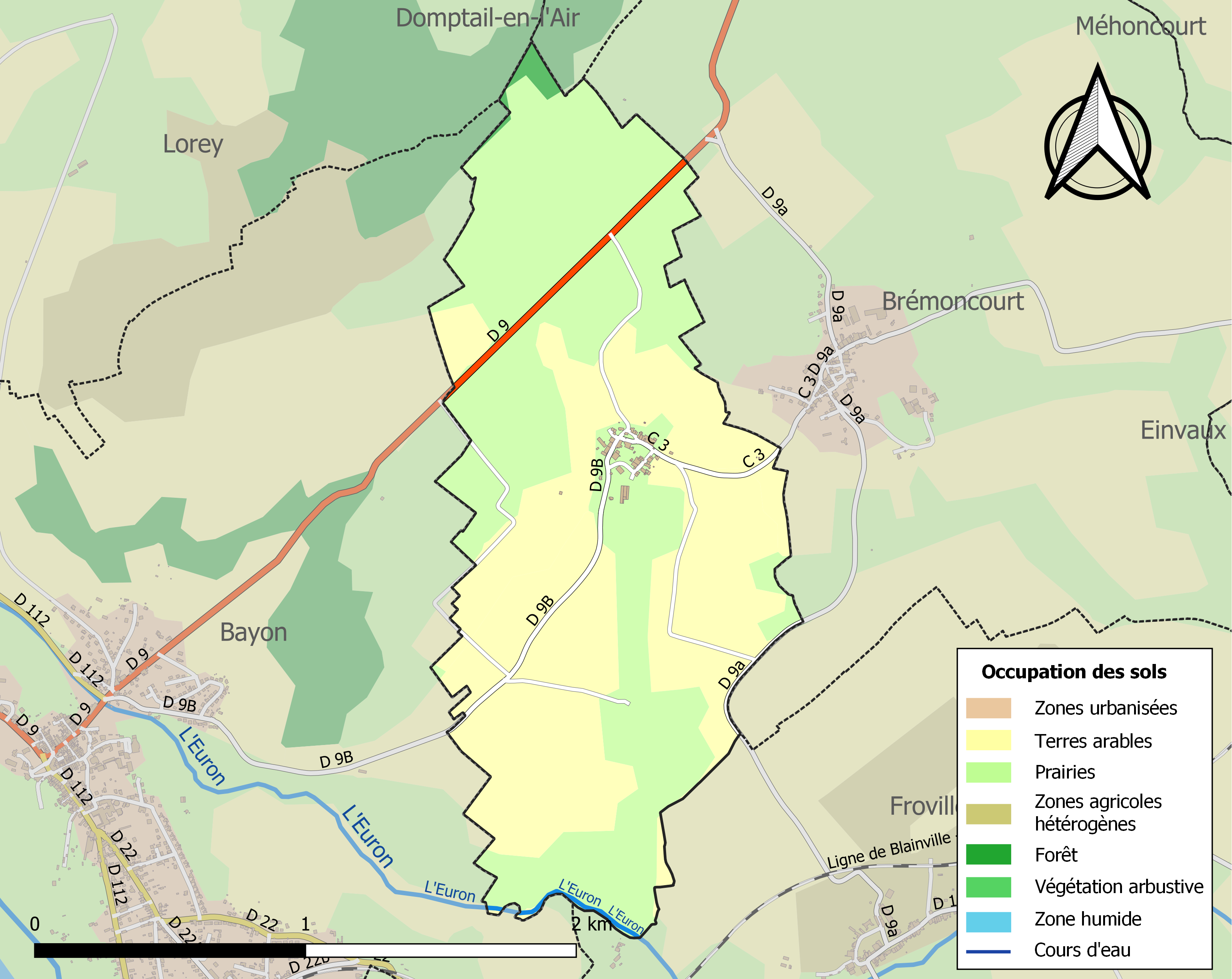
Carte des infrastructures et de l'occupation des sols de la commune en 2018 (CLC).

## Toponymie
Le nom de la localité est attesté sous les formes Hennolvilla (1114) ; Allodium de Haigneville (1157) ; Hagnonisvilla (1174) ; Magnolvilla (1183) ; Capella de Hagnonvilla (1203) ; Hengneville (1484) ; Haingneville (1499) ; Henneville (1528) ; Hangneville (1550) ; Hagneville (1594).

## Histoire
Haigneville est mentionné sous la forme Allodium de Haigneville en 1157, dans la charte d'Hillin, archevêque de Trèves, portant confirmation de la fondation de l'abbaye de Belchamp. Il est dit, dans cette charte, que Pierre, frère germain d'Albéron de Montreuil, a donné à cette abbaye l'alleu d'Haigneville « allodium cum familia de Haigneville, medietate quoque decimarum et utilitatibus ejusdem allodii ».
L'abbé de Belchamp et les seigneurs de Bayon et Froville se partagent l'autorité, la justice et les impôts sur le territoire de la commune. On retrouve leurs armes sur le blason d'Haigneville.
Par lettres patentes du 20 septembre 1602, Charles III duc de Lorraine permet à l'abbé de Belchamp de pouvoir « En chacun des lieux de Méhoncourt et Haigneville, en lieux et places commodes, faire dresser un pilori et carcan pour servir à la correction des fautes, délits et larcins légers n’emportant peine capitale, du fouet ou mutilation des membres ».
La maison seigneuriale et l'église sont ruinées par les guerres qui ravagent la Lorraine au XVIIè siècle.
Une nécropole gallo-romaine est découverte à l'été 1839, regroupant 80 tombeaux, au canton dit de la Cuisse.

### Première guerre mondiale
La compagnie 20/3 du 10ème régiment du génie stationne à Haigneville du 20 juillet au 16 août 1915. Le capitaine Louis Tartarin y est fait chevalier de la Légion d'honneur par le colonel Blois, commandant le génie du 20ème corps d'armée.
Les compagnies de mitrailleuses du 146ème régiment d'infanterie sont cantonnées à Haigneville les 19 et 20 février 1916.

## Politique et administration
| Période | Période  | Identité                                           | Étiquette | Qualité                       |
| ------- | -------- | -------------------------------------------------- | --------- | ----------------------------- |
| 1965    | 2008     | Roger Guyon                                        | DVD       | Agriculteur exploitant        |
| 2008    | En cours | Jacques Lentretien, Réélu pour le mandat 2020-2026 | SE        | Ancien agriculteur exploitant |

## Population et société

### Démographie
L'évolution du nombre d'habitants est connue à travers les recensements de la population effectués dans la commune depuis 1793. Pour les communes de moins de 10 000 habitants, une enquête de recensement portant sur toute la population est réalisée tous les cinq ans, les populations de référence des années intermédiaires étant quant à elles estimées par interpolation ou extrapolation. Pour la commune, le premier recensement exhaustif entrant dans le cadre du nouveau dispositif a été réalisé en 2008.

En 2022, la commune comptait 59 habitants, en évolution de +5,36 % par rapport à 2016 (Meurthe-et-Moselle : −0,13 %, France hors Mayotte : +2,11 %).
| 1793 | 1800 | 1806 | 1821 | 1831 | 1836 | 1841 | 1846 | 1851 |
| ---- | ---- | ---- | ---- | ---- | ---- | ---- | ---- | ---- |
| 131  | 149  | 127  | 151  | 156  | 158  | 149  | 146  | 134  |

| 1856 | 1861 | 1872 | 1876 | 1881 | 1886 | 1891 | 1896 | 1901 |
| ---- | ---- | ---- | ---- | ---- | ---- | ---- | ---- | ---- |
| 109  | 129  | 116  | 109  | 109  | 97   | 93   | 86   | 89   |

| 1906 | 1911 | 1921 | 1926 | 1931 | 1936 | 1946 | 1954 | 1962 |
| ---- | ---- | ---- | ---- | ---- | ---- | ---- | ---- | ---- |
| 84   | 82   | 57   | 57   | 50   | 54   | 55   | 56   | 42   |

| 1968 | 1975 | 1982 | 1990 | 1999 | 2006 | 2008 | 2013 | 2018 |
| ---- | ---- | ---- | ---- | ---- | ---- | ---- | ---- | ---- |
| 38   | 35   | 25   | 30   | 39   | 49   | 52   | 52   | 60   |

| 2022 | - | - | - | - | - | - | - | - |
| ---- | - | - | - | - | - | - | - | - |
| 59   | - | - | - | - | - | - | - | - |

## Culture locale et patrimoine

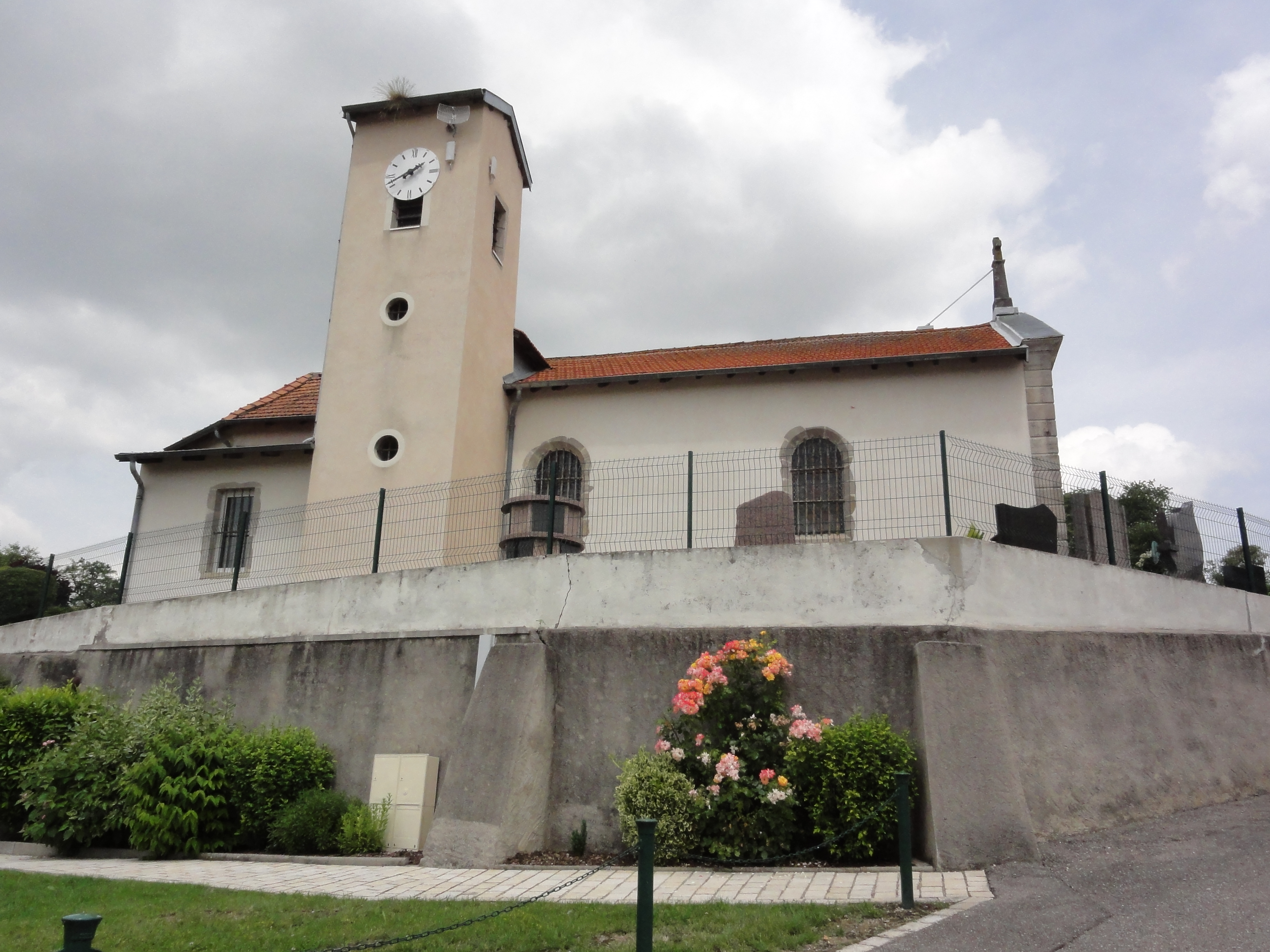
L'église.

### Lieux et monuments
- Église XVIIIe dédiée à saint Pierre, reconstruite en 1767.
- Ancienne ouverture d'inspiration gothique.
- Ossature en pierre qui aurait pu servir de potence.

### Personnalités liées à la commune
- Éric Mie (chansonnier et comédien) a consacré une chanson à ce village.

### Héraldique
| Blason de Haigneville | Blason  | Blasonnement : écartelé aux 1 - 4 d'argent à la bande de gueules chargée de trois alérions d'or ; aux 2 - 3 d'azur à la croix ancrée d'or chargée en cœur d'une boule de gueules, une crosse abbatiale de gueules en pal brochant sur le tout. |
| Blason de Haigneville | Détails | Il s'agit des armes écartelées de Bayon et de Froville, tous deux seigneurs du lieu. La crosse évoque l'abbaye de Belchamp qui avait des biens dans la localité. Le statut officiel du blason reste à déterminer.                              |